# Chiesa di San Giovanni Battista (Morano sul Po)
La chiesa di San Giovanni Battista è la parrocchiale di Morano sul Po, in provincia di Alessandria e diocesi di Casale Monferrato; fa parte dell'unità pastorale San Giovanni Paolo II.

## Storia
La prima notizia della chiesa risale al 1217, ma verosimilmente fu edificata tra il 1199 ed il 1202. Inizialmente assoggettata sotto la giurisdizione dell'arcidiocesi di Vercelli, nel 1474 passò sotto la giurisdizione della diocesi di Casale Monferrato.  Venne ricostruita nel Sec. XIV sui resti di una cappella precedente, probabilmente distrutta durante le lotte tra i Marchesi di Monferrato e il comune di Vercelli. La consacrazione fu impartita il 3 gennaio 1561 da mons. Scipione d’Este, settimo vescovo di Casale Monferrato.
L'attuale parrocchiale venne costruita tra i secoli XVII e XVIII. Il nuovo altar maggiore fu realizzato nel 1767 da Pietro e Francesco Bottinelli. Nel 1802 la diocesi di Casale Monferrato fu soppressa e la chiesa passò a quella di Alessandria, per poi venir aggregata nel 1805 all'arcidiocesi di Vercelli. Soltanto nel 1817 la chiesa ritornò nuovamente sotto la diocesi casalese. 
Fino al 1811 fu retta dai Padri del Santuario di Crea. Pochi anni dopo, nel 1821, venne rifatta la facciata e sopraelevato il campanile, che era all'origine l'antica torre civica di Morano. Tra il 1858 ed il 1859 l'interno dell'edificio fu decorato e nel 1937 furono eseguiti da Mario Micheletti gli affreschi che ancora oggi ornano l'elegante facciata.
All'interno della chiesa sono custoditi due confessionali lignei in stile barocco, provenienti dal Santuario di Crea. Tra i quadri, "La Vergine del Rosario", attribuita a Guglielmo Caccia detto Il Moncalvo, venne trafugata nel 1996. In passato il sagrato era chiuso sui tre lati da un alto muretto ad andamento sinuoso, detto Barchetto (risalente agli inizi del sec. XVIII, ricostruito nel 1811), abbattuto attorno al 1970. Nel 1979 fu restaurato il campanile e rinnovato l'orologio,, mentre ulteriori restauri sono stati effettuati tra l'anno 2000 e 2001..